# Podobowice (przystanek kolejowy)
Podobowice – dawny przystanek kolejowy w Podobowicach na linii kolejowej nr 206, w województwie kujawsko-pomorskim.